# Klein Escherde
Klein Escherde ist ein Dorf und östliche Ortschaft der Gemeinde Nordstemmen im niedersächsischen Landkreis Hildesheim.

## Geografie
Klein Escherde liegt an der Bundesstraße 1 zwischen der Stadt Hildesheim und dem Gemeindezentrum. Nachbarortschaften sind im Norden Rössing, im Osten Emmerke, südlich Groß Escherde und westlich Heyersum.
Östlich des Dorfes liegt der Betriebsbahnhof Escherde.

## Geschichte
Erste Erwähnung findet der Ort mit „in parvo Escherde“ im Jahr 1258 im Hochstift Hildesheim. Der Ortsname leitet sich von Hesschehirithi über Hesserthe, Escherte zu Escherde ab. 
Eine dörfliche Fachwerkkapelle wurde im Jahr 1699 errichtet, 1971 als zu klein befunden, 1973 abgetragen und 1977 im Museumsdorf Cloppenburg wieder aufgebaut. An ihrem ehemaligen Standort entstand die 1974 geweihte neue katholische Kirche Heilige Familie. 1832 erfolgte der Bau der Schule, deren Schulbetrieb 1971 eingestellt wurde.
Im Zuge der Gebietsreform in Niedersachsen, die am 1. März 1974 stattfand, wurde die zuvor selbständige Gemeinde Klein Escherde in die Gemeinde Nordstemmen eingegliedert.
Am 18. Januar 2008 feierte der Ort sein 750-jährige Bestehen.

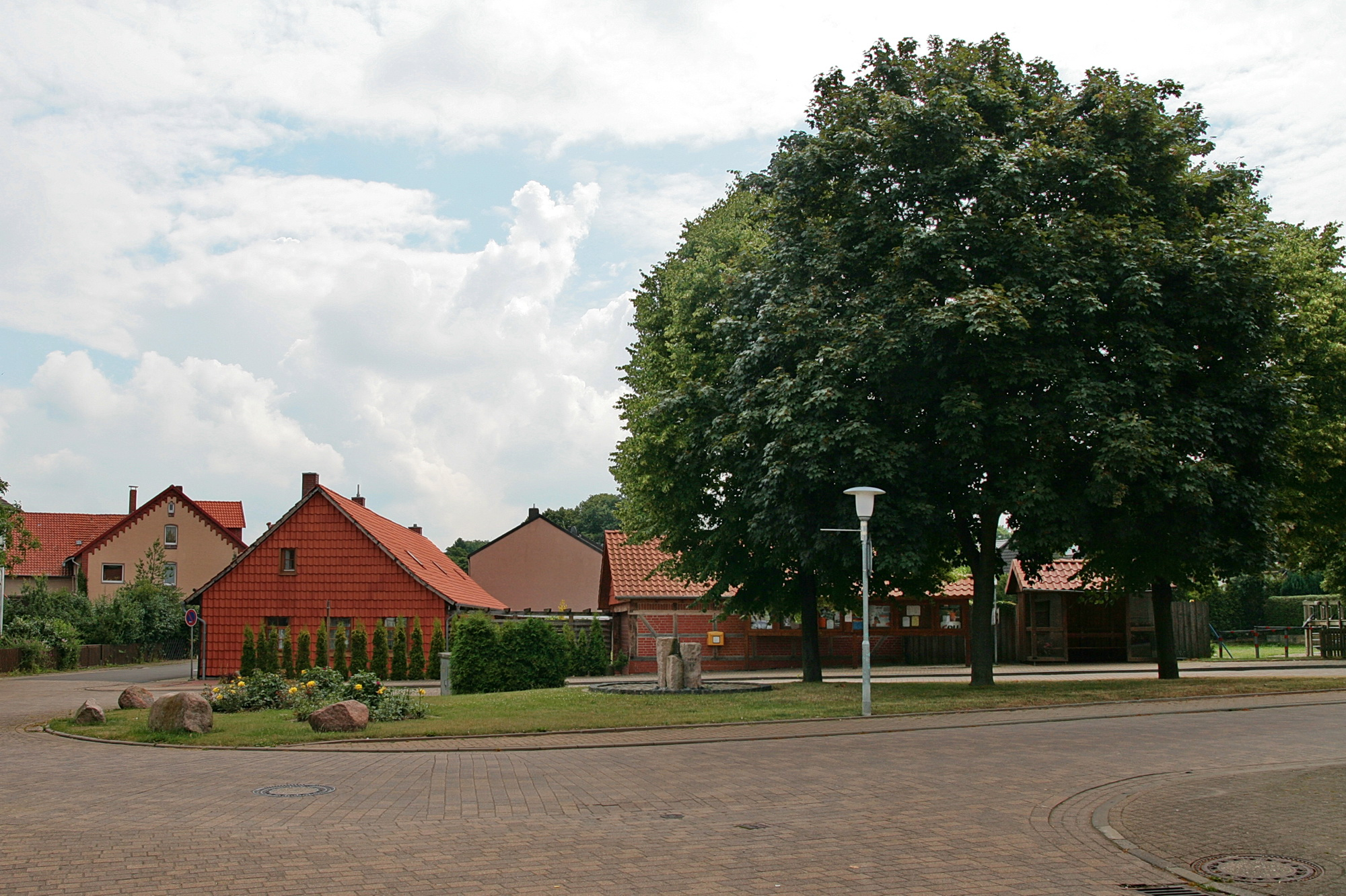
Ortsbild
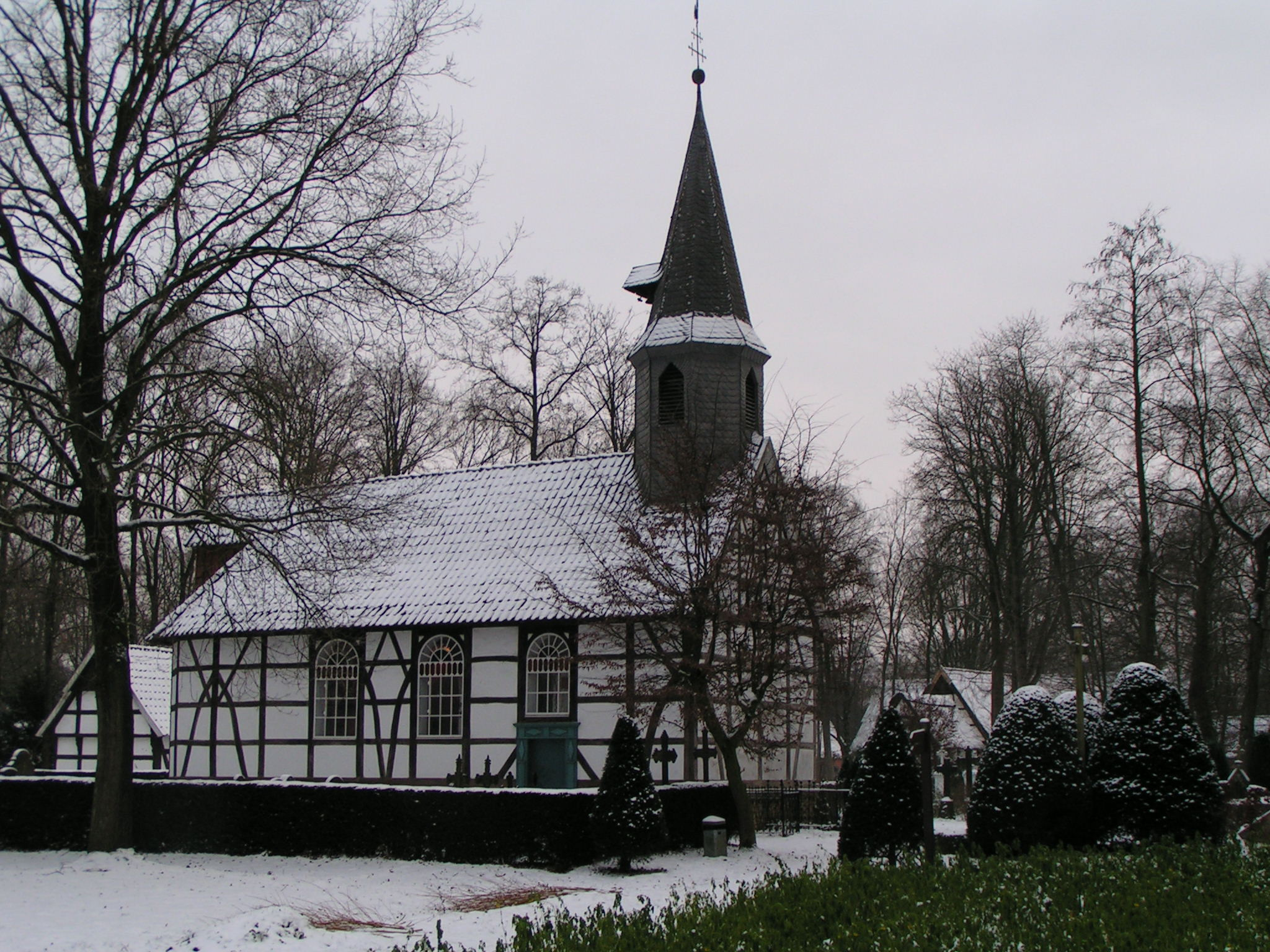
Fachwerkkapelle aus Klein Escherde im Museumsdorf Cloppenburg (2009)
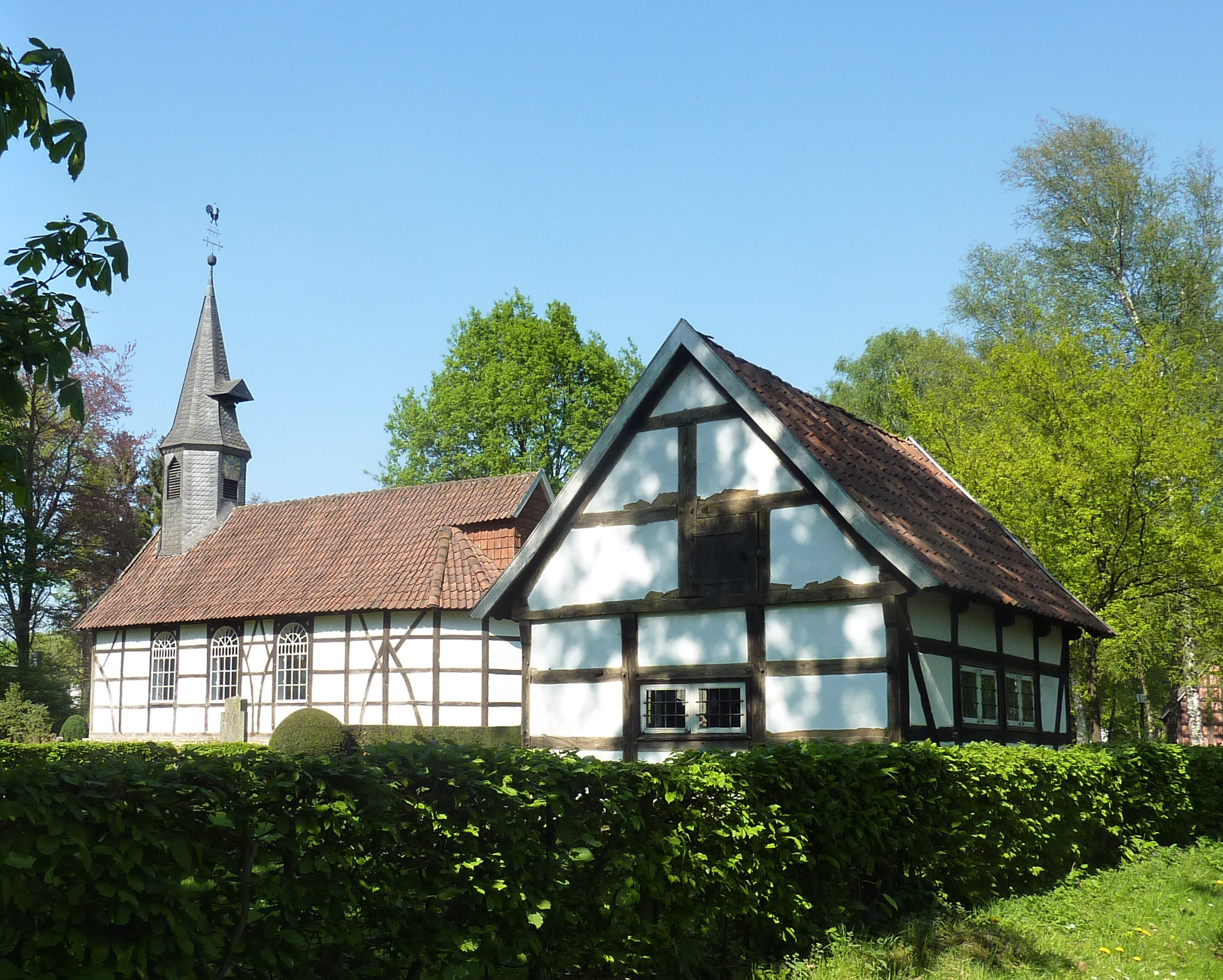
Fachwerkkirche im Museumsdorf Cloppenburg (2011)

## Politik

### Ortsrat
Der Ortsrat von Klein Escherde setzt sich aus sieben Ratsmitgliedern zusammen. Im Ortsrat befinden sich zusätzlich zwei beratende Mitglieder (CDU, SPD).
- CDU: 3 Sitze
- Parteilose: 4 Sitze

(Stand: September 2024)

### Ortsbürgermeister
Die Ortsbürgermeisterin ist Stephanie Moyzeschewitz (parteilos). Ihre Stellvertreter sind Marianne Rübesamen (CDU) und Malte Neumann (parteilos).

### Wappen
| Wappen von Klein Escherde | Blasonierung: „Auf goldenem Wappenschild liegen zwei aufgerichtete rote Schlüssel mit nach außen gerichteten Bärten.“ |
| Wappen von Klein Escherde | Wappenbegründung: Das im Jahre 1203 durch Lippold von Escherde an seinem Stammsitz Groß Escherde begründete Kloster ward bereits im Jahre 1236 nach dem Dorfe Bovingehusen, dem heutigen Haus Escherde, verlegt, wo es bis 1810 bestand. Das an den Toren des Klosters angebrachte Wappen seines Stifters ist die Grundlage für das Wappen der Gemeinde Klein-Escherde. Die Schlüsseln stehen für das Symbol der Eigenständigkeit und der Verantwortung für ihre Verwaltung. Das Wappen wurde bis zur Eingemeindung nach Nordstemmen im Dienstsiegel von Klein Escherde geführt. |

## Vereine
- Seit 1988 kümmert sich der Heimatverein Klein Escherde um die Pflege der dörflichen Kultur und des örtlichen Brauchtums.
- Die Freiwillige Feuerwehr Klein Escherde ist ein fester Bestandteil des Ortes. Neben den üblichen Aufgaben einer Feuerwehr unstützen sie den Ort und die Vereine bei vielen verschiedenen Vorhaben